# 松岡勇
松岡 勇（まつおか いさむ、1984年5月1日 - ）は、ジャパンラグビーリーグワン花園近鉄ライナーズに所属するラグビーユニオン選手。

## プロフィール
- 兄は豊田自動織機シャトルズ元主将の松岡毅[2]。

## 略歴
2003年、神戸甲北高校卒業後、大阪体育大学に入る。
2007年、大阪体育大学卒業後、近鉄ライナーズ(現・花園近鉄ライナーズ)に加入。
2022年4月30日に行われたJAPAN RUGBY LEAGUE ONE順位決定戦第二節三重ホンダヒート戦にて公式戦100試合出場達成。選手として活動すると同時に、近鉄バスに勤務。
2024-25シーズンをもって現役を引退することを発表した。